# Igreja Matriz de Castro Laboreiro
A Igreja Matriz de Castro Laboreiro, Igreja de Nossa Senhora da Visitação ou Igreja de Santa Maria da Visitação, localiza-se em Castro Laboreiro, na atual freguesia de Castro Laboreiro e Lamas de Mouro, no Município de Melgaço, em Portugal.
Está classificada como Imóvel de Interesse Público desde 1993.

## História
A Igreja Matriz de Castro Laboreiro, da invocação de Nossa Senhora da Visitação, é um pequeno templo de fundação pré-românica. Apesar da maior parte da sua obra estar inserida ou no período da Idade Média, sendo a sua construção originalmente datada do século XII, ou da segunda metade do século XVIII, foram registados, por vários autores, alguns elementos arquitectónicos de diferentes períodos e de várias reformas, nomeadamente de estilo gótico, barroco joanino e neoclássico, para além da sua edificação primitiva, datada do século IX.
Denominada originalmente de Igreja de Santa Maria da Visitação, a primeira referência conhecida a esta igreja remonta a 1141, ano em que D. Afonso Henriques coutou o mosteiro de São Salvador de Paderne, em reconhecimento pelo auxílio que lhe prestou a sua abadessa, D. Elvira Sarracins, "quando tomavit dominus rex castellum de Laborario" (pela ocasião da tomada do castelo de Castro Laboreiro).
Durante o reinado de D. Dinis, a paróquia constava no catálogo de igrejas situadas ao norte do rio Lima, pertencente a Valadares, figurando mais tarde, em 1546, na avaliação efectuada pelo arcebispo D. Manuel de Sousa, e avaliada então em 60 mil réis, na vila de Melgaço. 
No Censual de D. Frei Baltasar Limpo, é relatado que a igreja fora da apresentação do rei e, depois, do duque de Bragança, por doação régia, sendo que Castro Laboreiro pertencia ao julgado do mesmo nome, com reitoria da apresentação da Casa de Bragança e Comenda da Ordem de Cristo.
Pertence à Diocese de Viana do Castelo desde 3 de Novembro de 1977.

## Características
Situada num adro murado e elevado, acessível por três degraus, a igreja possui uma austera fachada de granito, resultante da sua remodelação setecentista, sendo rasgada por um portal de moldura recta, pontuado acima por um pequeno friso saliente, um óculo quadrilobado e um janelão em arco redondo. No seu lado esquerdo, adossa-se a torre sineira, possuídora de uma campanha de construída também no século XVIII e outra de estilo gótico, tal como os contrafortes do exterior, pertencentes do mesmo período. No topo, a empena triangular é rematada por uma cruz latina, sendo realçada por dois pináculos assentes sobre os cunhais. No telhado destaca-se ainda um relógio de sol, com as horas em numeração romana.
No seu interior, a igreja é caracterizada por uma planta longitudinal, possuidora de uma única nave, de paredes laterais maciças, com cinco volumosos contrafortes de reforço aos arcos interiores. A capela mor datada de 1755, no estilo joanino ou de D. Maria Pia., é reentrante mas de igual pé direito que a nave, sendo pontuado por um retábulo-mor neoclássico. Conserva ainda uma curiosa pia baptismal, decorada em estilo românico, do século XII, e um coro.

## Galeria

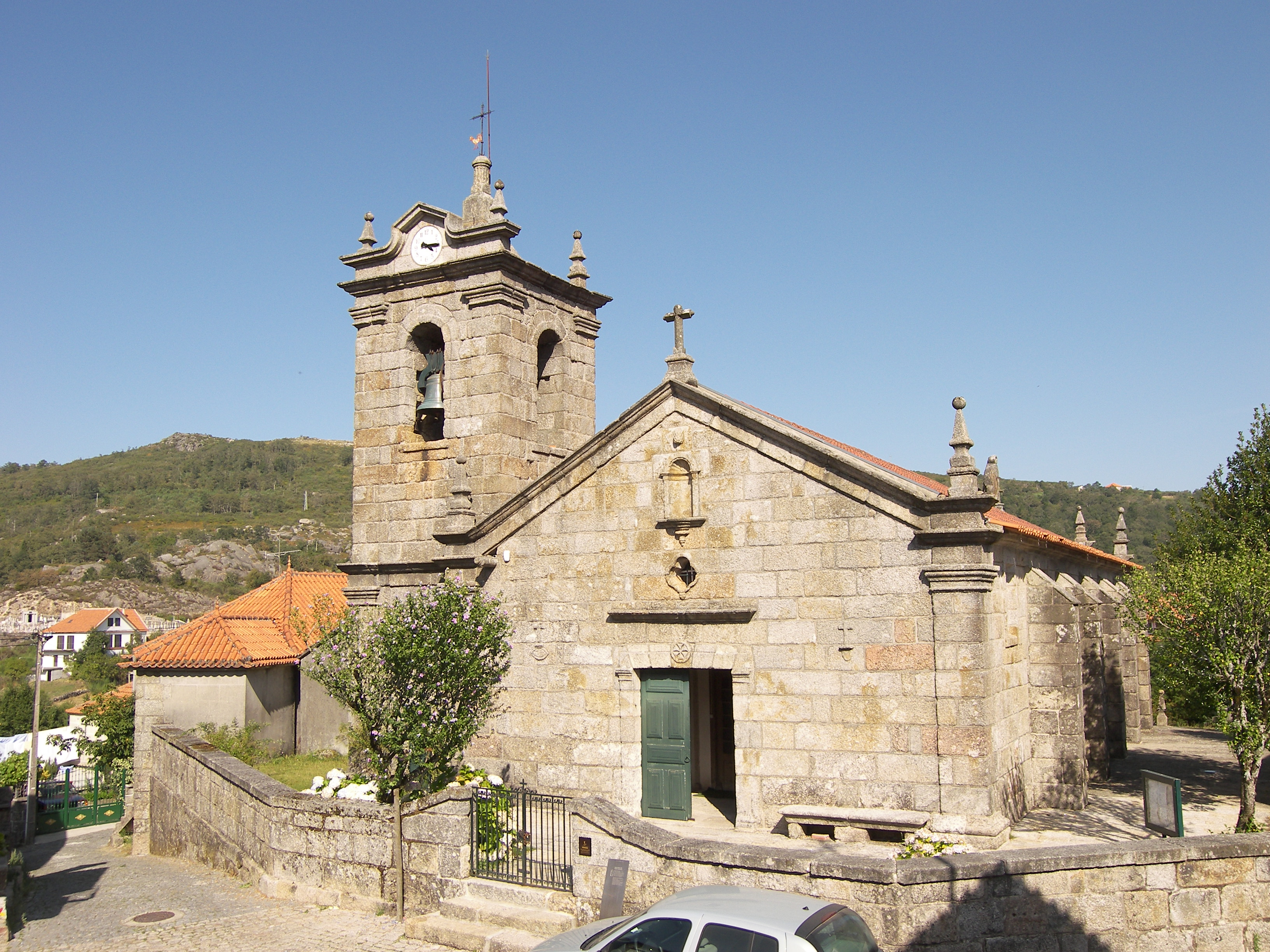
Igreja Matriz
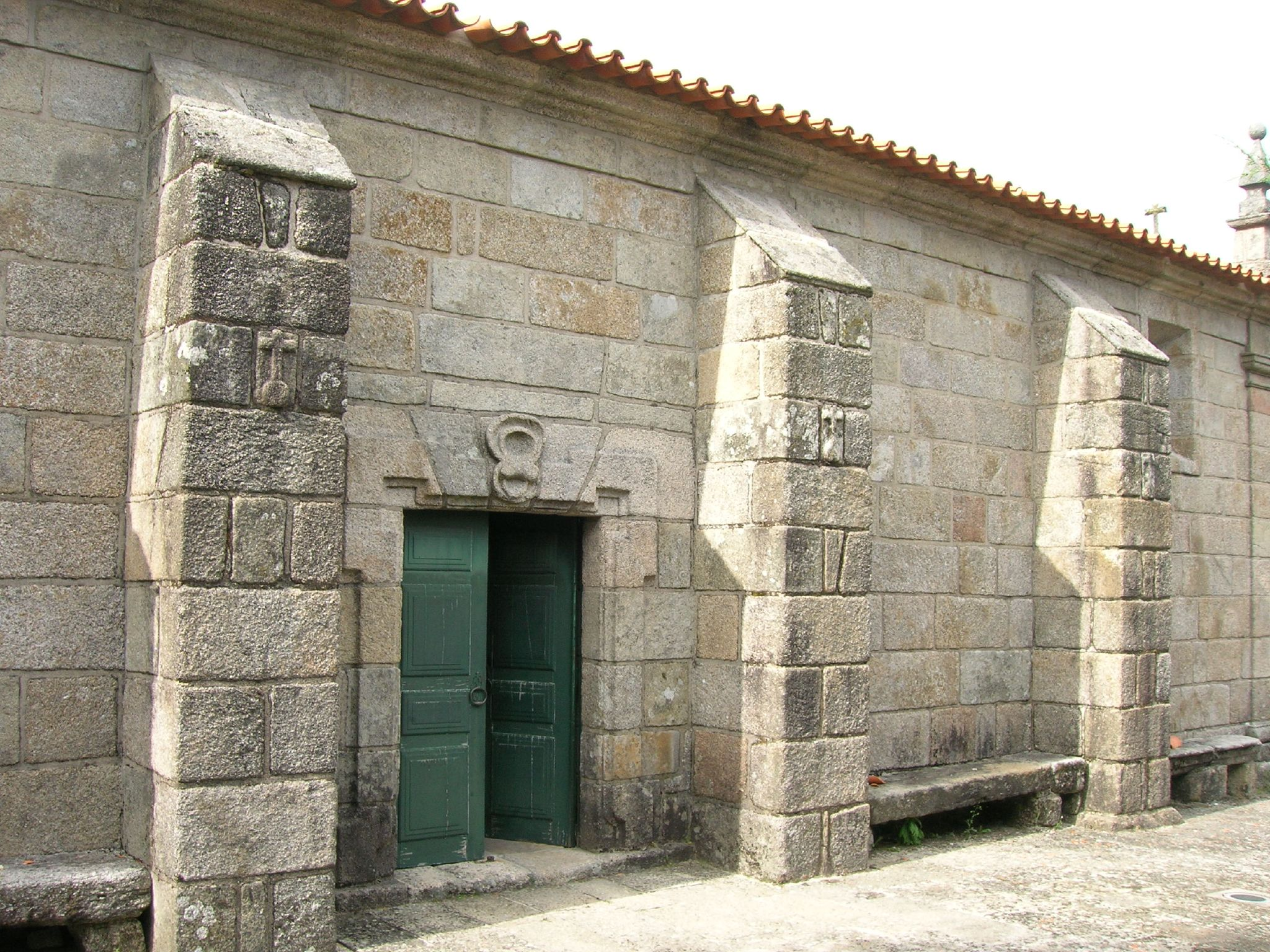
Fachada Lateral
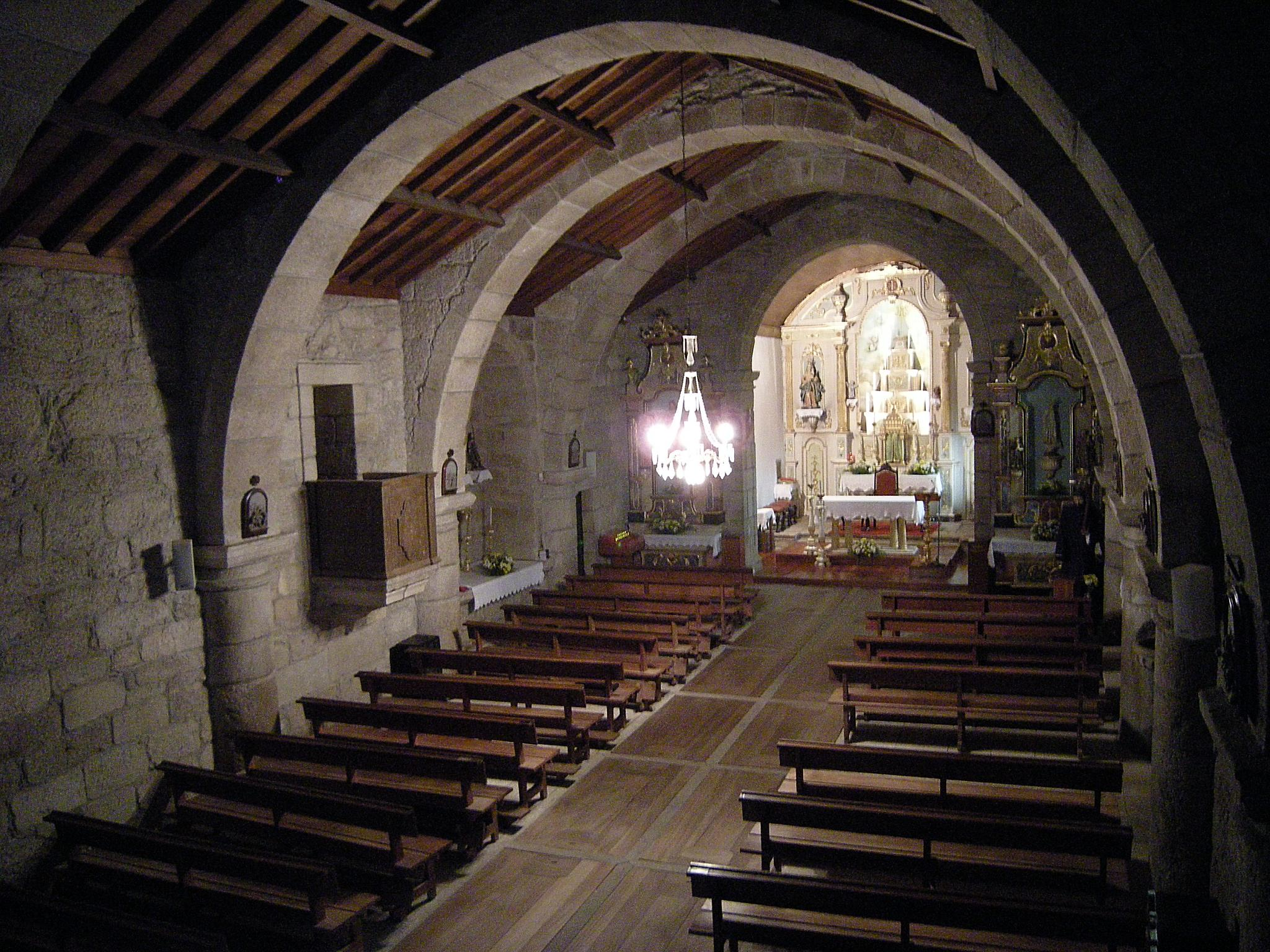
Interior
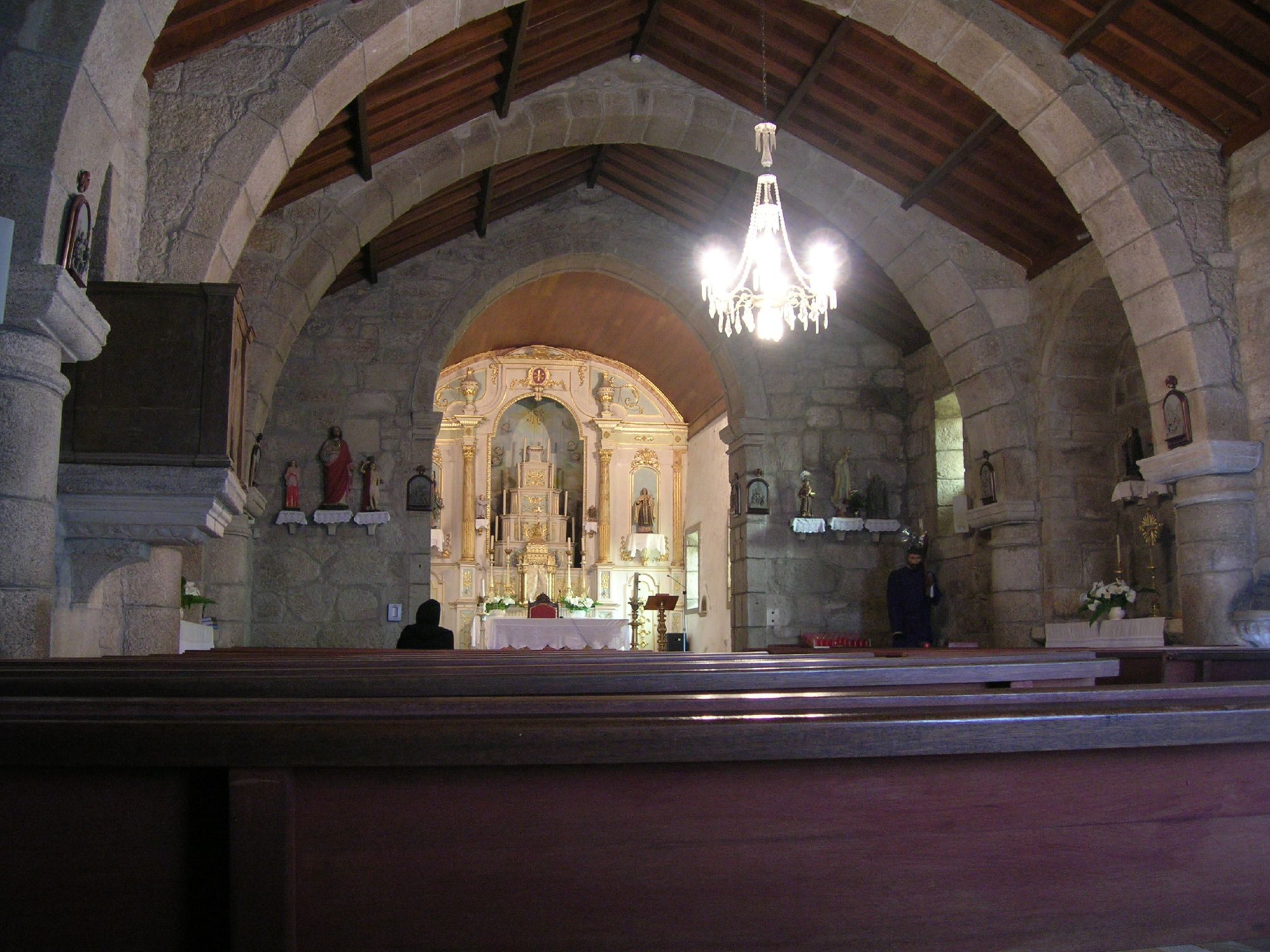
Interior
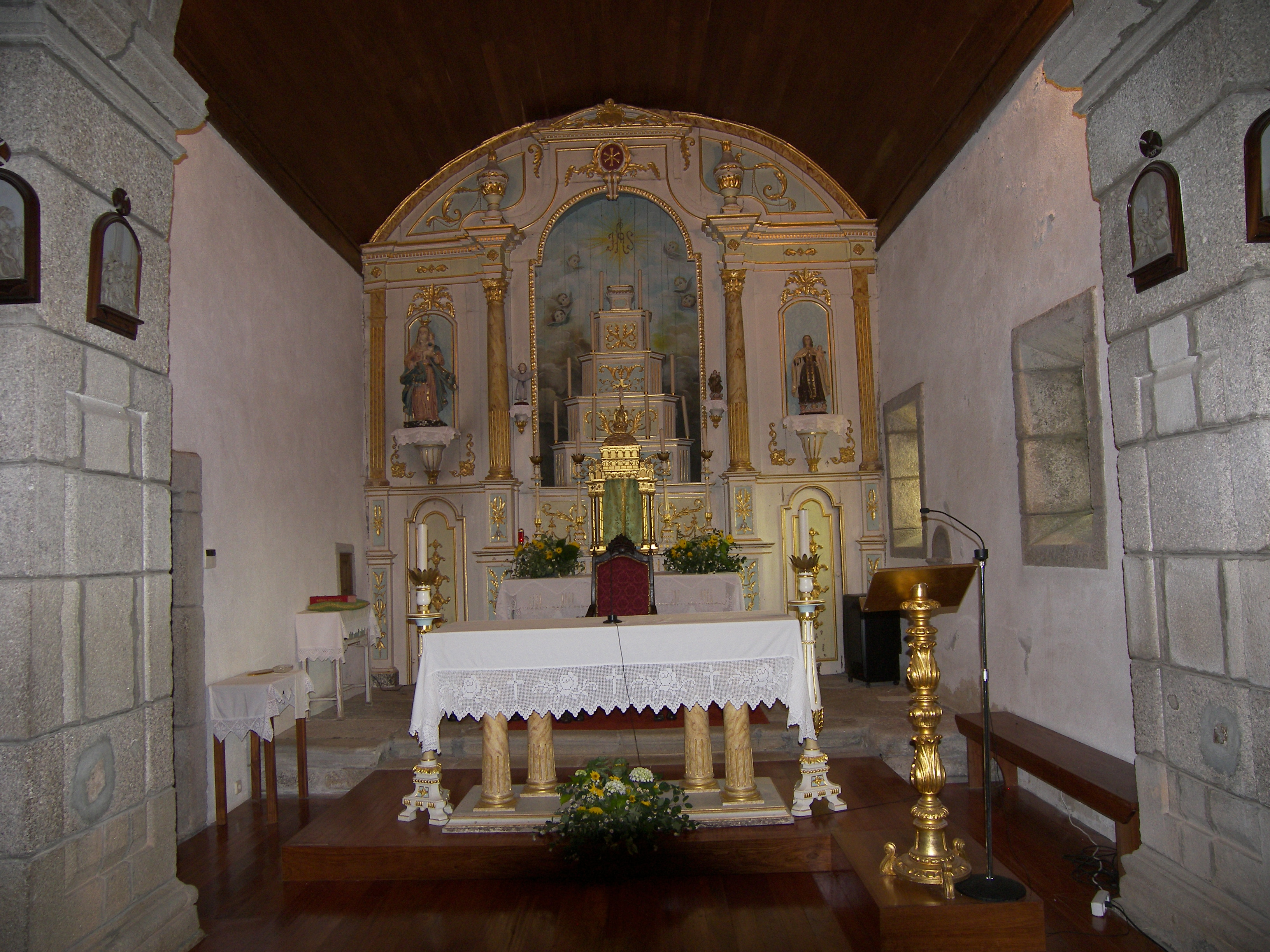
Capela Mor
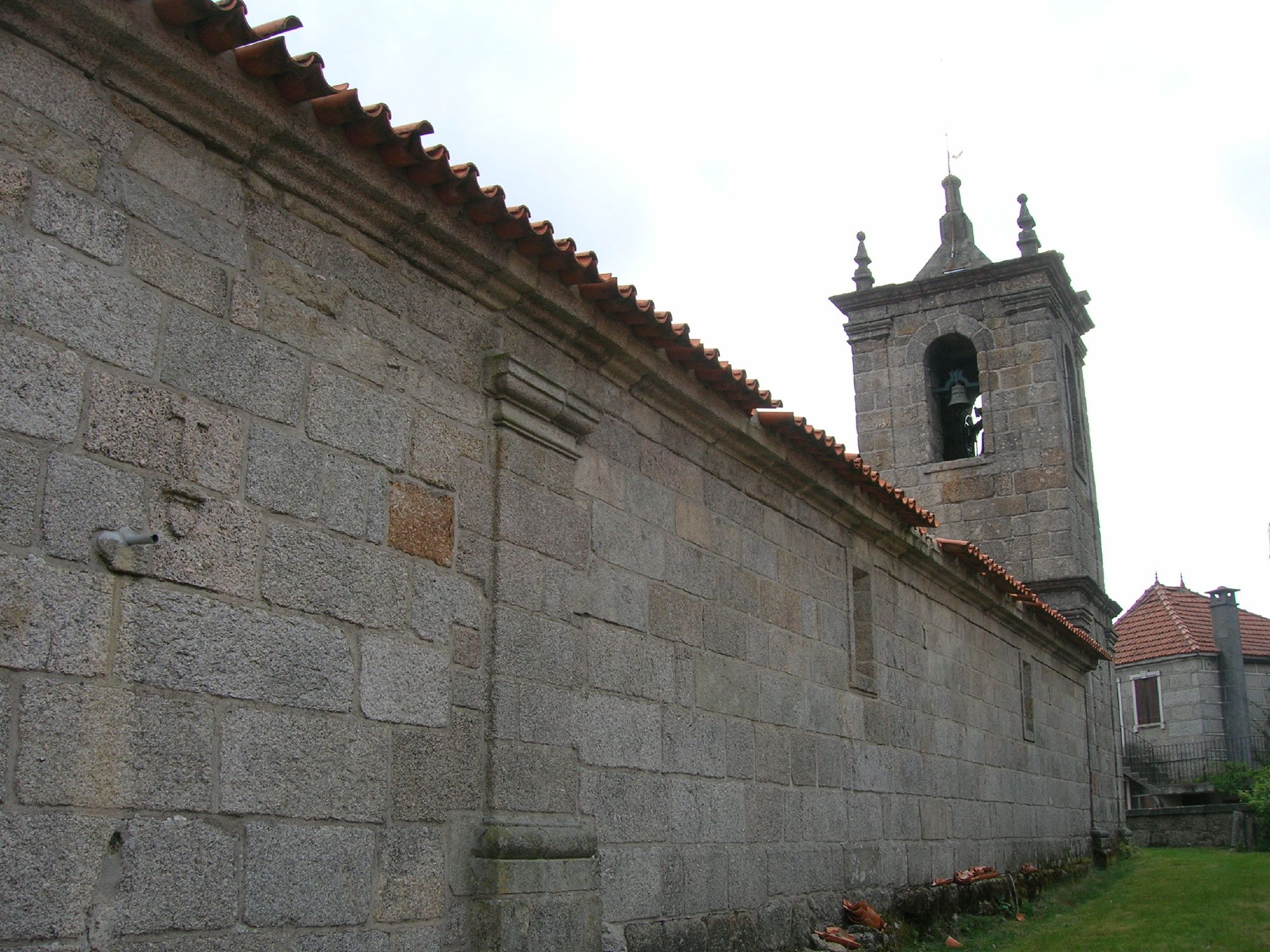
Fachada Lateral